# میلنا یزنسکا
میلنا یزنسکا (چکی: Milena Jesenská، زاده ۱۰ اوت ۱۸۹۶ – درگذشته ۱۷ مه ۱۹۴۴) روزنامه‌نگار، نویسنده، مترجم و ویراستار اهل چک بود.

## اوایل زندگی
یزنسکا در پراگِ دوران پادشاهی اتریش-مجارستان زاده شد. خانواده او احتمالاً رابطه فامیلی با جان یزنیوس، نخستین پروفسور پزشکی در دانشگاه کارلف پراگ که همراه با ۲۷ بوهمین دیگر در ۲۱ ژوئن ۱۶۲۱ در میدان شهر پراگ به جرم سرپیچی از فردیناند دوم اعدام شد، داشتند. هرچند در درستی این ادعا شک وجود دارد. پدر یزنسکا، جان، یک جراح دندان‌پزشک و پروفسور در دانشگاه کارلف بود؛ مادرش میلنا هژلارووی زمانی که او ۱۶ سال داشت، درگذشت. میلنا در مینروا، نخستین دبیرستان ژیمنازیوم دخترانه در پادشاهی اتریش-مجارستان، درس خواند. پس از پایان تحصیلاتش در هنرستان موسیقی پراگ و دانشکده پزشکی ثبت‌نام کرد اما پس از یک سال از ادامه تحصیل دست کشید. در سال ۱۹۱۸ با ارنست پولاک، روشنفکر و منتقد ادبی یهودی، ازدواج کرد. آن‌ها یکدیگر را در محفلی ادبی در پراگ ملاقات و با یکدیگر به وین نقل مکان کردند. ازدواج او، که سبب چندین سال قطع رابطه با پدرش نیز شده بود، برایش رضایت‌بخش نبود.

## حرفه
از آنجا که درآمد پولاک در ابتدا برای حمایت از این زوج در اقتصاد جنگ‌زده شهر ناکافی بود، یزنسکا مجبور شد مخارج خانه را با کار به عنوان مترجم، تأمین کند. او در سال ۱۹۱۹ یک داستان کوتاه (مأمور سوخت) را از فرانتس کافکا کشف کرد و برای دریافت مجوز ترجمه این داستان از آلمانی به چک، به کافکا نامه نوشت. این نامه شروع مکاتبات احساسی کافکا و یزنسکا بود. یزنسکا و کافکا دو بار ملاقات کردند، آن‌ها چهار روز در وین و یک روز را در گموند در کنارهم گذراندند. سرانجام کافکا این رابطه را قطع کرد، احتمالاً به این دلیل که یزنسکا نتوانست همسر خود را ترک کند، و ارتباطات روزانه آن دو به‌طور ناگهانی در نوامبر ۱۹۲۰ متوقف شد. (کافکا در نوشته‌هایش در پایان عمر به خاطرات خود با یزنسکا بازگشت). ترجمه یزنسکا از مأمور سوخت، اولین ترجمه از نوشته‌های کافکا به چک (و در واقع، به هر زبان خارجی) بود. بعدها او دو داستان کوتاه دیگر از کافکا و همچنین نوشته‌هایی را از هرمان بروخ، فرانتس ورفل، آپتون سینکلر و بسیاری دیگر ترجمه کرد. جاروسلاو دوهال، نامی که برای مترجم نسخه چک یکی داستان‌های کوتاه کافکا به نام «تأملاتی برای آقایان سوارکار» ثبت شده‌است، به احتمال زیاد نام مستعار یزنسکا است.
یزنسکا در وین کار نوشتن را شروع کرد، او در نوشتن مقاله‌ها همکاری می‌کرد و بعدها در ستون‌های مربوط به زنان در پرخواننده‌ترین روزنامه‌ها و مجلات پراگ می‌نوشت.
در سال ۱۹۲۵ از پولاک جدا شد و به پراگ بازگشت، جایی که با جارومار کرجکار، معمار آوانگار اهل چک ازدواج کرد. در پراگ به کار به‌عنوان خبرنگار و نوشتن در روزنامه و مجلات ادامه داد. او همچین کتاب‌های کودکان را ترجمه و ویرایش می‌کرد.
یزنسکا در دهه ۱۹۳۰ میلادی، به اندیشه‌های کمونیسم علاقه‌مند شد (مانند بسیاری دیگر از روشنفکران هم‌دوره خود)، اما سرانجام در سال ۱۹۳۶، هنگامی که از افراطی‌گری و ستم استالینیسم آگاه شد، این گرایش را کنار گذاشت. در اکتبر سال ۱۹۳۴ ازدواج دوم او نیز به پایان رسید - او از کرجکار طلاق گرفت تا بتواند با یک مترجم اهل لتونی که در سفرش به اتحاد جماهیر شوروی با او آشنا شده‌بود، ازدواج کند.
بین سال‌های ۱۹۳۸ و ۱۹۳۹ ویراستاری یک مجله معتبر مربوط به سیاست و فرهنگ در چک به نام پریتومنوست (حضور) را برعهده داشت. این مجله توسط سیاستمدار دموکرات و پروفسور مشهور سیاسی فردیناند پرووتکا در پراگ تأسیس و منتشر شد. او در این مجله سرمقاله و تفسیرهایی پیرامون ظهور حزب نازی در آلمان، آنشلوسِ اتریش به آلمان نازی و پیامدهای احتمالی این امر برای چکوسلواکی نوشت.

## مرگ

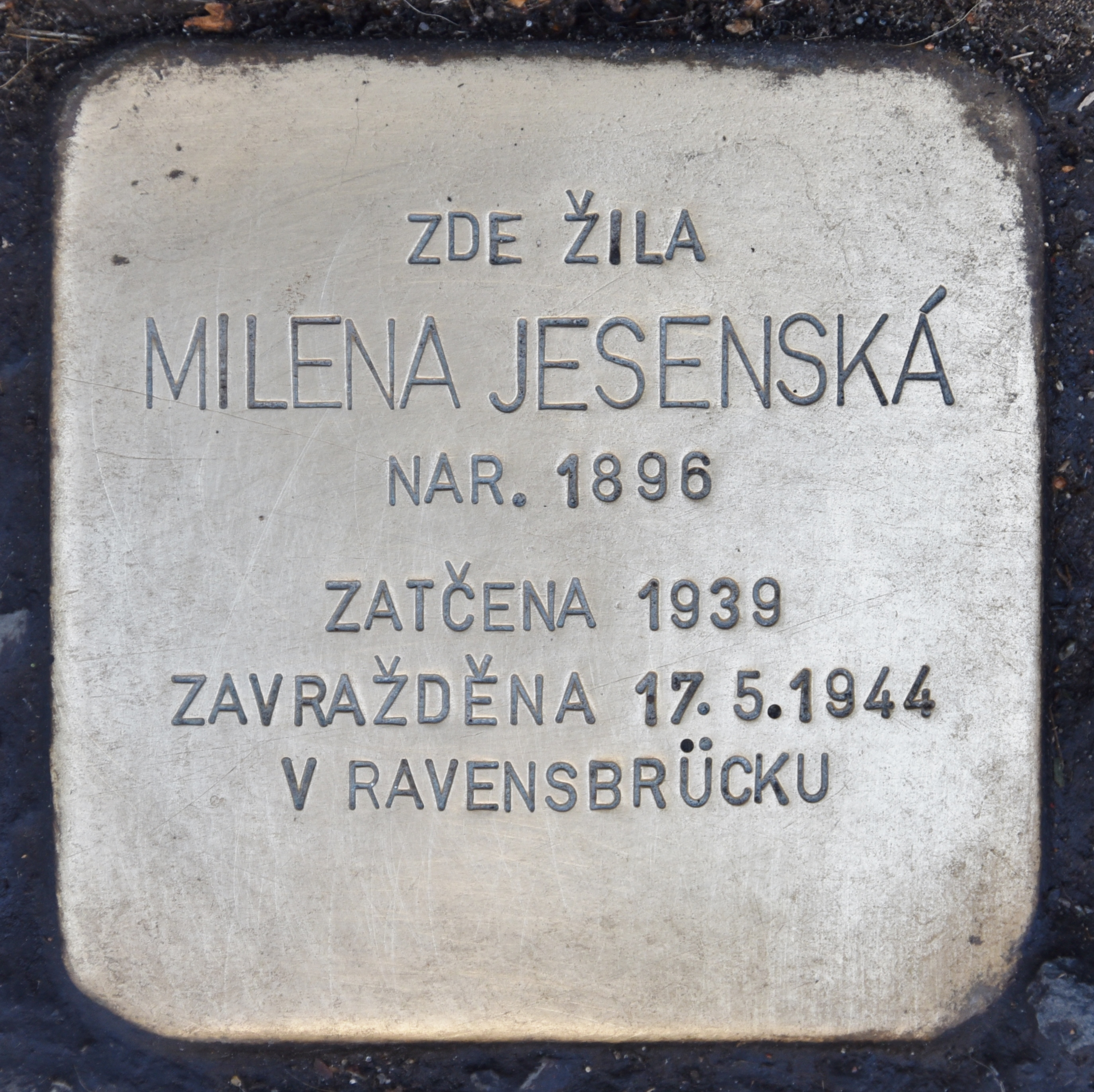
یادبود میلنا یزنسکا در پراگ

پس از اشغال چکسلواکی توسط ارتش آلمان، یزنسکا به یک جنبش مقاومت زیرزمینی پیوست و به فرار بسیاری از پناهندگان یهودی و سیاسی کمک کرد. خودش باوجود خطرات بسیار تصمیم گرفت در چکسلواکی بماند. در نوامبر سال ۱۹۳۹ توسط گشتاپو دستگیر شد و ابتدا در پانکراس پراگ و سپس در درسدن زندانی شد. در اکتبر ۱۹۴۰ به اردوگاه کار اجباری در راونسبروک در آلمان تبعید شد. او در آن‌جا از سایر زندانیان حمایت کرد و با مارگارت بوبر-نویمان دوست شد. مانند سایر زندانیان، یزنسکا نیز با یک شماره شناسایی خالکوبی شد؛ شماره او ۴۷۱۴ بود. با این وجود، دیگر هم‌بندانش به او نام مستعار «۴۷۱۱» («Siebenundvierzig-elf») دادند، این نام برگرفته از یکی از معروفترین مارک‌های ادکلن در آلمان آن‌زمان بود. یزنسکا در ۱۷ مه ۱۹۴۴ در اثر نارسایی کلیه در اردوگاه کار اجباری راونسبروک درگذشت.

## دختر میلنا یزنسکا
جانا هونزا کرجکاروا، دختر یزنسکا و جارومار کرجکار بود. او در اوایل دهه ۵۰ میلادی برای یک انتشارات زیرزمینی در چک به نام پالنوک و در دهه ۶۰ برای دیوکه وینو می‌نوشت.

## در موسیقی
یزنسکا موضوع یک کانتات برای سوپرانو و ارکستر، با نام میلنا، اثر آهنگساز اهل آرژانتین آلبرتو خیناسته‌را بود. این اثر خیناسته‌را براساس نامه‌های یزنسکا و کافکا ساخته شد.
برایان جونز، نوازنده صنعتی بریتانیایی، تحت عنوان مسلمگوز، آهنگی را به نام او در آلبوم اوپاک خود منتشر کرد.
آهنگساز و خواننده فرانسوی، دومینیک آ، ترانه‌ای به نام میلنا یزنسکا را به او اختصاص داد.
آهنگساز و خواننده آمریکایی، رات میلر، در ترانه «عشق ما» از یزنسکا یاد می‌کند.